# Segunda FEB 2024-25
La temporada 2024-25 de Segunda FEB fue la primera con esta nueva denominación, que sustituye a la antigua LEB Plata y fue la vigésima quinta temporada de la tercera categoría de baloncesto, organizada por la Federación Española de Baloncesto. Comenzó el 5 de octubre de 2024 con la primera jornada de la temporada regular y finalizó el 31 de mayo de 2025 con los playoffs de promoción a la Primera FEB.

## Formato
Se mantuvieron los 28 equipos divididos en 2 grupos de 14 (Este y Oeste) con una fase regular independiente en cada grupo. Al final de la temporada regular, el primer equipo de cada grupo jugó una eliminatoria para ascender directamente a Primera FEB, mientras que el equipo perdedor pasó a los cuartos de final de los playoffs de ascenso; los equipos que terminaron del 2.º al 8.º lugar de cada grupo se clasificaron para los playoffs de ascenso, en eliminatorias de octavos, cuartos y semifinales para determinar los otros dos equipos que accederían a Primera FEB. Descendieron a Tercera FEB 6 equipos, los dos últimos de cada grupo y los dos perdedores de los dos playoffs de descenso que disputaron los equipos que terminaron el 11.º de un grupo contra el 12.º del otro grupo.

## Equipos
Un total de 28 equipos compitieron en la liga, incluidos 18 equipos de la temporada 2023-24, tres descendidos de la liga LEB Oro 2023-24, un club nuevo, el Caja'87 Baloncesto que compró la plaza del CAM Enrique Soler y seis ascendidos de la Liga EBA 2023-24.
| Grupo | Equipo                             | Ciudad                     | Pabellón                                           |
| ----- | ---------------------------------- | -------------------------- | -------------------------------------------------- |
| Oeste | Melilla Ciudad del Deporte         | Melilla                    | Pabellón Javier Imbroda Ortiz                      |
| Oeste | Cáceres Patrimonio de la Humanidad | Cáceres                    | Pabellón Multiusos Ciudad de Cáceres               |
| Oeste | Rioverde Clavijo                   | Logroño                    | Palacio de los Deportes de La Rioja                |
| Oeste | Bueno Arenas Albacete Basket       | Albacete                   | Pabellón del Parque                                |
| Oeste | Teknei Bizkaia Zornotza            | Amorebieta                 | Polideportivo Larrea                               |
| Oeste | Clínica Ponferrada SDP             | Ponferrada                 | Pabellón Municipal de Deportes Lydia Valentín      |
| Oeste | Ciudad de Huelva Emerita Resources | Huelva                     | Palacio de Deportes Carolina Marín                 |
| Oeste | Damex UDEA Algeciras               | Algeciras                  | Pabellón Ciudad de Algeciras-Dr. Juan Carlos Mateo |
| Oeste | Biele ISB                          | Azpeitia                   | Polideportivo Municipal de Azpeitia                |
| Oeste | Lobe Huesca La Magia               | Huesca                     | Palacio Municipal de Deportes de Huesca            |
| Oeste | Insolac Caja 87                    | Sevilla                    | Palacio Municipal de Deportes San Pablo            |
| Oeste | Coto Córdoba CB                    | Córdoba                    | Palacio Municipal de Deportes Vista Alegre         |
| Oeste | La Salud Archena                   | Archena                    | Pabellón Joaquín López Fontes                      |
| Oeste | Cultural y Deportiva Leonesa       | León                       | Palacio Municipal de Deportes de León              |
| Este  | Class Bàsquet Sant Antoni          | San Antonio Abad           | Polideportivo Sa Pedrera                           |
| Este  | CB Prat                            | El Prat de Llobregat       | Pavelló Joan Busquets                              |
| Este  | Oca Global - CB Salou              | Salou                      | Pabellón Centre Salou                              |
| Este  | CB L'Horta Godella                 | Godella                    | Pabellón Municipal Godella                         |
| Este  | Maderas Sorli Benicarló            | Benicarló                  | Pabellón Municipal de Benicarló                    |
| Este  | CB Santfeliuenc                    | Sant Feliu de Llobregat    | Palau Municipal d'Esports Juan Carlos Navarro      |
| Este  | Gran Canaria B                     | Las Palmas de Gran Canaria | Pabellón Insular de la Vega de San José            |
| Este  | Homs UE Mataró                     | Mataró                     | Palau d'Esports Josep Mora                         |
| Este  | Fibwi Palma                        | Palma                      | Palau Municipal d'Esports Son Moix                 |
| Este  | Palmer Basket Mallorca Palma       | Palma                      | Palau Municipal d'Esports Son Moix                 |
| Este  | Ibersol CB Tarragona               | Tarragona                  | Pabellón Municipal del Serrallo                    |
| Este  | Nadunet Refitel Bàsquet Llíria     | Liria                      | Pabellón Pla del Arc                               |
| Este  | Proinbeni UPB Gandía               | Gandía                     | Pabellón Municipal de Gandía                       |
| Este  | Sol Gironès Bisbal Bàsquet         | La Bisbal d'Empordà        | Pavelló Municipal d'Esports                        |

(  Ascensos/Descensos de la temporada anterior 2023-24)

## Liga regular

### Grupo Oeste
| | Equipo                             | J  | G  | P  | PF   | PC   | DP   | Puntos |
| --- | ---------------------------------- | -- | -- | -- | ---- | ---- | ---- | ------ |
| 1 | Cáceres Patrimonio de la Humanidad | 26 | 16 | 10 | 1948 | 1882 | 66   | 42     |
| 2 | Melilla Ciudad del Deporte         | 26 | 15 | 11 | 2144 | 2036 | 108  | 41     |
| 3 | Cultural y Deportiva Leonesa       | 26 | 15 | 11 | 2004 | 1926 | 78   | 41     |
| 4 | Clínica Ponferrada SDP             | 26 | 15 | 11 | 1996 | 1923 | 73   | 41     |
| 5 | La Salud Archena                   | 26 | 14 | 12 | 1966 | 2019 | -53  | 40     |
| 6 | Lobe Huesca La Magia               | 26 | 14 | 12 | 2046 | 1969 | 77   | 40     |
| 7 | Insolac Caja 87                    | 26 | 14 | 12 | 1961 | 1948 | 13   | 40     |
| 8 | Biele ISB                          | 26 | 13 | 13 | 1946 | 1954 | -8   | 39     |
| 9 | Bueno Arenas Albacete Basket       | 26 | 12 | 14 | 1887 | 1885 | 2    | 38     |
| 10 | Coto Córdoba CB                    | 26 | 12 | 14 | 1901 | 1953 | -52  | 38     |
| 11 | Ciudad de Huelva Emerita Resources | 26 | 11 | 15 | 2078 | 2127 | -49  | 37     |
| 12 | Rioverde Clavijo                   | 26 | 11 | 15 | 1970 | 2095 | -125 | 37     |
| 13 | Damex UDEA Algeciras               | 26 | 10 | 16 | 1910 | 1988 | -78  | 36     |
| 14 | Teknei Bizkaia Zornotza            | 26 | 10 | 16 | 1962 | 2014 | -52  | 36     |
| Fuente: Federación Española de Baloncesto: Clasificación de la Liga LEB Plata - Grupo Oeste; actualización automática |                                    |    |    |    |      |      |      |        |

### Grupo Este
| | Equipo                         | J  | G  | P  | PF   | PC   | DP   | Puntos |
| --- | ------------------------------ | -- | -- | -- | ---- | ---- | ---- | ------ |
| 1 | Palmer Basket Mallorca Palma   | 26 | 23 | 3  | 2014 | 1614 | 400  | 49     |
| 2 | Class Bàsquet Sant Antoni      | 26 | 20 | 6  | 2114 | 1917 | 197  | 46     |
| 3 | Fibwi Palma                    | 26 | 17 | 9  | 1992 | 1826 | 166  | 43     |
| 4 | CB L'Horta Godella             | 26 | 16 | 10 | 2033 | 1937 | 96   | 42     |
| 5 | Nadunet Refitel Bàsquet Llíria | 26 | 15 | 11 | 1947 | 1842 | 105  | 41     |
| 6 | CB Prat                        | 26 | 15 | 11 | 1976 | 1922 | 54   | 41     |
| 7 | Maderas Sorli Benicarló        | 26 | 12 | 14 | 2088 | 2032 | 56   | 38     |
| 8 | Oca Global - CB Salou          | 26 | 12 | 14 | 1933 | 2090 | -157 | 38     |
| 9 | Gran Canaria B                 | 26 | 11 | 15 | 1982 | 1942 | 40   | 37     |
| 10 | Proinbeni UPB Gandía           | 26 | 11 | 15 | 1969 | 1996 | -27  | 37     |
| 11 | Sol Gironès Bisbal Bàsquet     | 26 | 10 | 16 | 1893 | 2024 | -131 | 36     |
| 12 | Homs UE Mataró                 | 26 | 10 | 16 | 1932 | 2119 | -187 | 36     |
| 13 | CB Santfeliuenc                | 26 | 6  | 20 | 1933 | 2254 | -321 | 32     |
| 14 | Ibersol CB Tarragona           | 26 | 4  | 22 | 1988 | 2279 | -291 | 30     |
| Fuente: Federación Española de Baloncesto: Clasificación de la Liga LEB Plata - Grupo Este; actualización automática |                                |    |    |    |      |      |      |        |

## Playoffs

### Por el título
El ganador se proclamó campeón de Segunda FEB 2024-25 y ascendió a la Primera FEB 2025-26. El perdedor accedió a los cuartos de final del playoff de ascenso.
| Equipo 1                      | Agr.    | Equipo 2                     | Ida   | Vuelta |
| ----------------------------- | ------- | ---------------------------- | ----- | ------ |
| Cáceres Patr. de la Humanidad | 130-139 | Palmer Basket Mallorca Palma | 72-63 | 58-76  |

Fuente: FEB

### Por el ascenso
|  | Octavos de final                                          | Octavos de final                                          | Octavos de final                                          | Octavos de final                                          |     |                         | Cuartos de final                                        | Cuartos de final                                        | Cuartos de final                                        | Cuartos de final                                        |    |                      | Semifinales                                          | Semifinales                                          | Semifinales                                          | Semifinales                                          |  |  | Asciende a Primera FEB | Asciende a Primera FEB | Asciende a Primera FEB |  |
|  | 26/27 de abril de 2025 (ida) 3/4 de mayo de 2025 (vuelta) | 26/27 de abril de 2025 (ida) 3/4 de mayo de 2025 (vuelta) | 26/27 de abril de 2025 (ida) 3/4 de mayo de 2025 (vuelta) | 26/27 de abril de 2025 (ida) 3/4 de mayo de 2025 (vuelta) |     |                         | 10 de mayo de 2025 (ida) 17/18 de mayo de 2025 (vuelta) | 10 de mayo de 2025 (ida) 17/18 de mayo de 2025 (vuelta) | 10 de mayo de 2025 (ida) 17/18 de mayo de 2025 (vuelta) | 10 de mayo de 2025 (ida) 17/18 de mayo de 2025 (vuelta) |    |                      | 24 de mayo de 2025 (ida) 31 de mayo de 2025 (vuelta) | 24 de mayo de 2025 (ida) 31 de mayo de 2025 (vuelta) | 24 de mayo de 2025 (ida) 31 de mayo de 2025 (vuelta) | 24 de mayo de 2025 (ida) 31 de mayo de 2025 (vuelta) |  |  |                        |                        |                        |  |
|  |                                                           |                                                           |                                                           |                                                           |     |                         |                                                         |                                                         |                                                         |                                                         |    |                      |                                                      |                                                      |                                                      |                                                      |  |  |                        |                        |                        |  |
|  |                                                           |                                                           |                                                           |                                                           |     |                         |                                                         |                                                         |                                                         |                                                         |    |                      |                                                      |                                                      |                                                      |                                                      |  |  |                        |                        |                        |  |
|  | 6O                                                        | Lobe Huesca La Magia                                      | 95                                                        | 88                                                        |     |                         |                                                         |                                                         |                                                         |                                                         |    |                      |                                                      |                                                      |                                                      |                                                      |  |  |                        |                        |                        |  |
|  | 6O                                                        | Lobe Huesca La Magia                                      | 95                                                        | 88                                                        |     |                         |                                                         |                                                         |                                                         |                                                         |    |                      |                                                      |                                                      |                                                      |                                                      |  |  |                        |                        |                        |  |
|  | 4E                                                        | CB L'Horta Godella                                        | 64                                                        | 80                                                        |     |                         |                                                         |                                                         |                                                         |                                                         |    |                      |                                                      |                                                      |                                                      |                                                      |  |  |                        |                        |                        |  |
|  | 4E                                                        | CB L'Horta Godella                                        | 64                                                        | 80                                                        |     | Lobe Huesca La Magia    | Lobe Huesca La Magia                                    | 77                                                      | 84                                                      |                                                         |    |                      |                                                      |                                                      |                                                      |                                                      |  |  |                        |                        |                        |  |
|  |                                                           |                                                           |                                                           |                                                           |     | Lobe Huesca La Magia    | Lobe Huesca La Magia                                    | 77                                                      | 84                                                      |                                                         |    |                      |                                                      |                                                      |                                                      |                                                      |  |  |                        |                        |                        |  |
|  |                                                           |                                                           | Cáceres Patr. de la Hum.                                  | Cáceres Patr. de la Hum.                                  | 70  | 83                      |                                                         |                                                         |                                                         |                                                         |    |                      |                                                      |                                                      |                                                      |                                                      |  |  |                        |                        |                        |  |
|  | 1O                                                        | Cáceres Patr. de la Hum.                                  | Cáceres Patr. de la Hum.                                  | Cáceres Patr. de la Hum.                                  | 70  | 83                      |                                                         |                                                         |                                                         |                                                         |    |                      |                                                      |                                                      |                                                      |                                                      |  |  |                        |                        |                        |  |
|  | 1O                                                        | Cáceres Patr. de la Hum.                                  |                                                           |                                                           |     |                         |                                                         |                                                         |                                                         |                                                         |    |                      |                                                      |                                                      |                                                      |                                                      |  |  |                        |                        |                        |  |
|  |                                                           |                                                           |                                                           |                                                           |     |                         |                                                         |                                                         |                                                         |                                                         |    |                      |                                                      |                                                      |                                                      |                                                      |  |  |                        |                        |                        |  |
|  |                                                           |                                                           |                                                           |                                                           |     |                         |                                                         | Lobe Huesca La Magia                                    | Lobe Huesca La Magia                                    | 68                                                      | 70 |                      |                                                      |                                                      |                                                      |                                                      |  |  |                        |                        |                        |  |
|  |                                                           |                                                           |                                                           |                                                           |     |                         |                                                         |                                                         |                                                         |                                                         | 70 |                      |                                                      |                                                      |                                                      |                                                      |  |  |                        |                        |                        |  |
|  |                                                           |                                                           | Fibwi Palma                                               | Fibwi Palma                                               | 65  | 80                      |                                                         |                                                         |                                                         |                                                         |    |                      |                                                      |                                                      |                                                      |                                                      |  |  |                        |                        |                        |  |
|  | 7E                                                        | Maderas Sorli Benicarló                                   | Fibwi Palma                                               | Fibwi Palma                                               | 65  | 80                      | 70                                                      | 90                                                      |                                                         |                                                         |    |                      |                                                      |                                                      |                                                      |                                                      |  |  |                        |                        |                        |  |
|  | 7E                                                        | Maderas Sorli Benicarló                                   |                                                           |                                                           |     |                         |                                                         |                                                         |                                                         |                                                         |    |                      |                                                      |                                                      |                                                      |                                                      |  |  |                        |                        |                        |  |
|  | 3O                                                        | Cultural y Dep. Leonesa                                   | 90                                                        | 106                                                       |     |                         |                                                         |                                                         |                                                         |                                                         |    |                      |                                                      |                                                      |                                                      |                                                      |  |  |                        |                        |                        |  |
|  | 3O                                                        | Cultural y Dep. Leonesa                                   | 90                                                        | 106                                                       |     | Cultural y Dep. Leonesa | Cultural y Dep. Leonesa                                 | 64                                                      | 79                                                      |                                                         |    |                      |                                                      |                                                      |                                                      |                                                      |  |  |                        |                        |                        |  |
|  |                                                           |                                                           |                                                           |                                                           |     | Cultural y Dep. Leonesa | Cultural y Dep. Leonesa                                 | 64                                                      | 79                                                      |                                                         |    |                      |                                                      |                                                      |                                                      |                                                      |  |  |                        |                        |                        |  |
|  |                                                           |                                                           | Fibwi Palma                                               | Fibwi Palma                                               | 70  | 79                      |                                                         |                                                         |                                                         |                                                         |    |                      |                                                      |                                                      |                                                      |                                                      |  |  |                        |                        |                        |  |
|  | 7O                                                        | Insolac Caja 87                                           | Fibwi Palma                                               | Fibwi Palma                                               | 70  | 79                      | 95                                                      | 45                                                      |                                                         |                                                         |    |                      |                                                      |                                                      |                                                      |                                                      |  |  |                        |                        |                        |  |
|  | 7O                                                        | Insolac Caja 87                                           |                                                           |                                                           |     |                         |                                                         |                                                         |                                                         |                                                         |    |                      |                                                      |                                                      |                                                      |                                                      |  |  |                        |                        |                        |  |
|  | 3E                                                        | Fibwi Palma                                               | 66                                                        | 82                                                        |     |                         |                                                         |                                                         |                                                         |                                                         |    |                      |                                                      |                                                      |                                                      |                                                      |  |  |                        |                        |                        |  |
|  | 3E                                                        | Fibwi Palma                                               | 66                                                        | 82                                                        |     |                         |                                                         |                                                         |                                                         |                                                         |    |                      |                                                      | Fibwi Palma                                          |                                                      |                                                      |  |  |                        |                        |                        |  |
|  |                                                           |                                                           |                                                           |                                                           |     |                         |                                                         |                                                         |                                                         |                                                         |    |                      |                                                      |                                                      |                                                      |                                                      |  |  |                        |                        |                        |  |
|  |                                                           |                                                           | Melilla Cdad del Dep                                      |                                                           |     |                         |                                                         |                                                         |                                                         |                                                         |    |                      |                                                      |                                                      |                                                      |                                                      |  |  |                        |                        |                        |  |
|  | 6E                                                        | CB Prat                                                   | 94                                                        | 63                                                        |     |                         |                                                         |                                                         |                                                         |                                                         |    |                      |                                                      |                                                      |                                                      |                                                      |  |  |                        |                        |                        |  |
|  | 6E                                                        | CB Prat                                                   | 94                                                        | 63                                                        |     |                         |                                                         |                                                         |                                                         |                                                         |    |                      |                                                      |                                                      |                                                      |                                                      |  |  |                        |                        |                        |  |
|  | 4O                                                        | Clínica Ponferrada SDP                                    | 73                                                        | 80                                                        |     |                         |                                                         |                                                         |                                                         |                                                         |    |                      |                                                      |                                                      |                                                      |                                                      |  |  |                        |                        |                        |  |
|  | 4O                                                        | Clínica Ponferrada SDP                                    | 73                                                        | 80                                                        |     | CB Prat                 | CB Prat                                                 | 58                                                      | 103                                                     |                                                         |    |                      |                                                      |                                                      |                                                      |                                                      |  |  |                        |                        |                        |  |
|  |                                                           |                                                           |                                                           |                                                           |     | CB Prat                 | CB Prat                                                 | 58                                                      | 103                                                     |                                                         |    |                      |                                                      |                                                      |                                                      |                                                      |  |  |                        |                        |                        |  |
|  |                                                           |                                                           | Class B. Sant Antoni                                      | Class B. Sant Antoni                                      | 87  | 85                      |                                                         |                                                         |                                                         |                                                         |    |                      |                                                      |                                                      |                                                      |                                                      |  |  |                        |                        |                        |  |
|  | 8O                                                        | Biele ISB                                                 | Class B. Sant Antoni                                      | Class B. Sant Antoni                                      | 87  | 85                      | 60                                                      | 74                                                      |                                                         |                                                         |    |                      |                                                      |                                                      |                                                      |                                                      |  |  |                        |                        |                        |  |
|  | 8O                                                        | Biele ISB                                                 |                                                           |                                                           |     |                         |                                                         |                                                         |                                                         |                                                         |    |                      |                                                      |                                                      |                                                      |                                                      |  |  |                        |                        |                        |  |
|  | 2E                                                        | Class B. Sant Antoni                                      | 81                                                        | 83                                                        |     |                         |                                                         |                                                         |                                                         |                                                         |    |                      |                                                      |                                                      |                                                      |                                                      |  |  |                        |                        |                        |  |
|  | 2E                                                        | Class B. Sant Antoni                                      | 81                                                        | 83                                                        |     |                         |                                                         |                                                         |                                                         |                                                         |    | Class B. Sant Antoni | Class B. Sant Antoni                                 | 85                                                   | 93                                                   |                                                      |  |  |                        |                        |                        |  |
|  |                                                           |                                                           |                                                           |                                                           |     |                         |                                                         |                                                         |                                                         |                                                         |    | Class B. Sant Antoni | Class B. Sant Antoni                                 | 85                                                   | 93                                                   |                                                      |  |  |                        |                        |                        |  |
|  |                                                           |                                                           | Melilla Cdad. del Dep.                                    | Melilla Cdad. del Dep.                                    | 107 | 76                      |                                                         |                                                         |                                                         |                                                         |    |                      |                                                      |                                                      |                                                      |                                                      |  |  |                        |                        |                        |  |
|  | 5O                                                        | La Salud Archena                                          | Melilla Cdad. del Dep.                                    | Melilla Cdad. del Dep.                                    | 107 | 76                      | 78                                                      | 68                                                      |                                                         |                                                         |    |                      |                                                      |                                                      |                                                      |                                                      |  |  |                        |                        |                        |  |
|  | 5O                                                        | La Salud Archena                                          |                                                           |                                                           |     |                         |                                                         |                                                         |                                                         |                                                         |    |                      |                                                      |                                                      |                                                      |                                                      |  |  |                        |                        |                        |  |
|  | 5E                                                        | Nadunet R. Bàsquet Llíria                                 | 66                                                        | 75                                                        |     |                         |                                                         |                                                         |                                                         |                                                         |    |                      |                                                      |                                                      |                                                      |                                                      |  |  |                        |                        |                        |  |
|  | 5E                                                        | Nadunet R. Bàsquet Llíria                                 | 66                                                        | 75                                                        |     | La Salud Archena        | La Salud Archena                                        | 86                                                      | 67                                                      |                                                         |    |                      |                                                      |                                                      |                                                      |                                                      |  |  |                        |                        |                        |  |
|  |                                                           |                                                           |                                                           |                                                           |     | La Salud Archena        | La Salud Archena                                        | 86                                                      | 67                                                      |                                                         |    |                      |                                                      |                                                      |                                                      |                                                      |  |  |                        |                        |                        |  |
|  |                                                           |                                                           | Melilla Cdad. del Dep.                                    | Melilla Cdad. del Dep.                                    | 79  | 97                      |                                                         |                                                         |                                                         |                                                         |    |                      |                                                      |                                                      |                                                      |                                                      |  |  |                        |                        |                        |  |
|  | 8E                                                        | Oca Global - CB Salou                                     | Melilla Cdad. del Dep.                                    | Melilla Cdad. del Dep.                                    | 79  | 97                      | 80                                                      | 88                                                      |                                                         |                                                         |    |                      |                                                      |                                                      |                                                      |                                                      |  |  |                        |                        |                        |  |
|  | 8E                                                        | Oca Global - CB Salou                                     |                                                           |                                                           |     |                         |                                                         |                                                         |                                                         |                                                         |    |                      |                                                      |                                                      |                                                      |                                                      |  |  |                        |                        |                        |  |
|  | 2O                                                        | Melilla Cdad. del Dep.                                    | 88                                                        | 113                                                       |     |                         |                                                         |                                                         |                                                         |                                                         |    |                      |                                                      |                                                      |                                                      |                                                      |  |  |                        |                        |                        |  |
|  | 2O                                                        | Melilla Cdad. del Dep.                                    | 88                                                        | 113                                                       |     |                         |                                                         |                                                         |                                                         |                                                         |    |                      |                                                      |                                                      |                                                      |                                                      |  |  |                        |                        |                        |  |
|  |                                                           |                                                           |                                                           |                                                           |     |                         |                                                         |                                                         |                                                         |                                                         |    |                      |                                                      |                                                      |                                                      |                                                      |  |  |                        |                        |                        |  |

#### Octavos de final
| Equipo 1                      | Agr.    | Equipo 2                       | Ida   | Vuelta |
| ----------------------------- | ------- | ------------------------------ | ----- | ------ |
| Oca Global - CB Salou         | 168-201 | Melilla Ciudad del Deporte     | 80-88 | 88-113 |
| Maderas Sorli Benicarló       | 160-196 | Cultural y Deportiva Leonesa   | 70-90 | 90-106 |
| CB Prat                       | 157-153 | Clínica Ponferrada SDP         | 94-73 | 63-80  |
| La Salud Archena              | 146-141 | Nadunet Refitel Bàsquet Llíria | 78-66 | 68-75  |
| Lobe Huesca La Magia          | 183-144 | CB L'Horta Godella             | 95-64 | 88-80  |
| Insolac Caja 87               | 140-148 | Fibwi Palma                    | 95-66 | 45-82  |
| Biele ISB                     | 134-164 | Class Bàsquet Sant Antoni      | 60-81 | 74-83  |
| Cáceres Patr. de la Humanidad | Directo |                                | 0     | 0      |

Fuente: FEB

#### Cuartos de final
Se estableció una clasificación entre los equipos ganadores de los Octavos de final. El equipo perdedor de la eliminatoria entre los dos primeros, ocupó el primer puesto de la clasificación. La clasificación de los siete equipos se obtuvo como sigue a continuación:
- Puesto obtenido al término de la Liga regular.
- Número de victorias al término de la Liga regular.
- En caso de empate se regirá el Reglamento General de la FEB.

##### Clasificación equipos de cuartos de final
| Pos. | Equipo                         | PJ | G  | P  | PF   | PC   | DP   | Pts | Clasificación |
| ---- | ------------------------------ | -- | -- | -- | ---- | ---- | ---- | --- | ------------- |
| 1    | Cáceres Patr. de la Humanidad* | 26 | 16 | 10 | 1948 | 1882 | +66  | 42  | Oeste         |
| 2    | Class Bàsquet Sant Antoni*     | 26 | 20 | 6  | 2114 | 1917 | +197 | 46  | Este          |
| 3    | Melilla Ciudad del Deporte*    | 26 | 15 | 11 | 2144 | 2036 | +108 | 41  | Oeste         |
| 4    | Fibwi Palma*                   | 26 | 17 | 9  | 1992 | 1826 | +166 | 43  | Este          |
| 5    | Cultural y Deportiva Leonesa   | 26 | 15 | 11 | 2004 | 1926 | +78  | 41  | Oeste         |
| 6    | La Salud Archena               | 26 | 14 | 12 | 1966 | 2019 | −53  | 40  | Oeste         |
| 7    | CB Prat                        | 26 | 15 | 11 | 1976 | 1922 | +54  | 41  | Este          |
| 8    | Lobe Huesca La Magia           | 26 | 14 | 12 | 2046 | 1969 | +77  | 40  | Oeste         |

 Fuente: FEB
| Equipo 1                     | Agr.    | Equipo 2                      | Ida   | Vuelta |
| ---------------------------- | ------- | ----------------------------- | ----- | ------ |
| Lobe Huesca La Magia         | 161-153 | Cáceres Patr. de la Humanidad | 77-70 | 84-83  |
| Cultural y Deportiva Leonesa | 143-149 | Fibwi Palma                   | 64-70 | 79-79  |
| CB Prat                      | 161-172 | Class Bàsquet Sant Antoni     | 58-87 | 103-85 |
| La Salud Archena             | 153-176 | Melilla Ciudad del Deporte    | 86-79 | 67-97  |

Fuente: FEB

#### Semifinales
Los dos ganadores ascendieron a la Primera FEB 2025-26.
| Equipo 1                   | Agr.    | Equipo 2                  | Ida    | Vuelta     |
| -------------------------- | ------- | ------------------------- | ------ | ---------- |
| Lobe Huesca La Magia       | 138-145 | Fibwi Palma               | 68-65  | 70-80      |
| Melilla Ciudad del Deporte | 183-178 | Class Bàsquet Sant Antoni | 107-85 | 76-93 (OT) |

Fuente: FEB

### Por el descenso
Los dos perdedores descendieron a la Tercera FEB 2025-26.
| Equipo 1         | Agr.    | Equipo 2                      | Ida   | Vuelta |
| ---------------- | ------- | ----------------------------- | ----- | ------ |
| Homs UE Mataró   | 191-156 | Ciudad de Huelva Emerita Res. | 84-64 | 107-92 |
| Rioverde Clavijo | 145-139 | Sol Gironès Bisbal Bàsquet    | 87-76 | 58-63  |

Fuente: FEB

## Postemporada
Ascendieron a Primera FEB:
- Palmer Basket Mallorca Palma (Campeones).
- Melilla Ciudad del Deporte (Subcampeones).
- Fibwi Palma.

Descendieron de Primera FEB:
- CB Naturavia Morón.
- Amics Castelló.
- UEMC Real Valladolid Baloncesto.

Descendieron a Tercera FEB:
- Ibersol CB Tarragona.
- CB Santfeliuenc.
- Teknei Bizkaia Zornotza.
- Damex UDEA Algeciras.
- Ciudad de Huelva Emerita Resources.
- (  Sol Gironès Bisbal Bàsquet no descendió al intercambiar su plaza con el   CB Prat).[8]

Renunciaron a la Segunda FEB:
- CB Prat (renunció a la categoría al intercambiar su plaza con el  Sol Gironès Bisbal Bàsquet).[8]
- CB L'Horta Godella (vendió su plaza al  CB Toledo Basket, club de nueva creación).[9]
- La Salud Archena.[10]
- Gran Canaria B (cambió a disputar la Liga U).

Ascendieron desde Tercera FEB:
- Sercomosa Molina Basket.
- CB Getafe.
- Azulejos Moncayo CBZ.
- LBC Cocinas.com.
- Círculo Gijón Noega Baloncesto.
- Castillo de Gorraiz Valle de Egüés.
- Jaén Paraíso Interior CB (al ocupar vacantes).[11]
- Spanish Basketball Academy (al ocupar vacantes, ascendió desde Primera División).[11]

Accedió a Segunda FEB:
- CB Toledo Basket (club de nueva creación que compró la plaza  del  CB L'Horta Godella).[9]

## Galardones

### Jugador de la jornada
| Jornada | Jugador              | Equipo                             | Val. | Ref    |
| ------- | -------------------- | ---------------------------------- | ---- | ------ |
| 1       | Pedro García         | Cáceres Patrimonio de la Humanidad | 28   | [ 12 ] |
| 2       | Alex Mazaira         | Teknei Bizkaia Zornotza            | 31   | [ 13 ] |
| 2       | Douglas Kandulu      | Nadunet Refitel Bàsquet Llíria     | 31   | [ 13 ] |
| 2       | Youssouf Traoré      | Palmer Basket Mallorca Palma       | 31   | [ 13 ] |
| 3       | Matija Samar         | Clínica Ponferrada SDP             | 46   | [ 14 ] |
| 4       | Ousmane Ndour        | Ibersol CB Tarragona               | 31   | [ 15 ] |
| 5       | Iker Montero         | Oca Global - CB Salou              | 33   | [ 16 ] |
| 5       | Federico Copes       | CB L'Horta Godella                 | 33   | [ 16 ] |
| 6       | Alejandro Harguindey | Clínica Ponferrada SDP (2)         | 34   | [ 16 ] |
| 7       | Massamba Diop        | Gran Canaria B                     | 38   | [ 17 ] |
| 8       | Sidney Correia       | Fibwi Palma                        | 35   | [ 18 ] |
| 9       | Oier Ardanza         | Teknei Bizkaia Zornotza (2)        | 28   | [ 19 ] |
| 10      | Matija Samar (2)     | Clínica Ponferrada SDP (3)         | 50   | [ 20 ] |
| 11      | Youssouf Traoré (2)  | Palmer Basket Mallorca Palma (2)   | 36   | [ 21 ] |
| 11      | Moha Niang           | Ciudad de Huelva Emerita Resources | 36   | [ 21 ] |
| 12      | Victory Onuetu       | CB Prat                            | 32   | [ 22 ] |
| 13      | Douglas Kandulu (2)  | Nadunet Refitel Bàsquet Llíria (2) | 42   | [ 23 ] |
| 14      | Kevin Torres         | Rioverde Clavijo                   | 37   | [ 24 ] |
| 15      | Diego de Blas        | Bueno Arenas Albacete Basket       | 44   | [ 25 ] |
| 16      | Pol Cánovas          | Homs UE Mataró                     | 39   | [ 26 ] |
| 17      | David Cuéllar        | Oca Global - CB Salou (2)          | 32   | [ 27 ] |
| 18      | Dylan Bordón         | Gran Canaria B (2)                 | 35   | [ 28 ] |
| 19      | Dylan Bordón (2)     | Gran Canaria B (3)                 | 28   | [ 29 ] |
| 20      | David Òrrit          | Proinbeni UPB Gandía               | 44   | [ 30 ] |
| 21      | Iker Montero (2)     | Oca Global - CB Salou (3)          | 35   | [ 31 ] |
| 22      | Alec Plitzuweit      | Ibersol CB Tarragona (2)           | 37   | [ 32 ] |
| 23      | Nedim Đedović        | Insolac Caja 87                    | 35   | [ 33 ] |
| 24      | Pavlo Krutous        | Melilla ciudad del Deporte         | 29   | [ 34 ] |
| 25      | Victory Onuetu (2)   | CB Prat (2)                        | 39   | [ 35 ] |
| 26      | Fynn Schott          | Gran Canaria B (4)                 | 39   | [ 36 ] |